# Nagy rombuszhal
A nagy rombuszhal (Scophthalmus maximus) a csontos halak (Osteichthyes) főosztályának a sugarasúszójú halak (Actinopterygii) osztályába, ezen belül a lepényhalalakúak (Pleuronectiformes) rendjébe és a Scophthalmidae családjába tartozó faj.

## Előfordulása
A nagy rombuszhal előfordulási területe az Atlanti-óceán északkeleti része és az ehhez tartozó tengerek, mint például: az Északi-, a Balti- és a Földközi-tenger. Az északi-sarki terület határán is fellelhető. A Fekete-tengerben élő Scophthalmus maeoticust korábban a nagy rombuszhal alfajának vélték, Psetta maxima maeotica néven.

## Megjelenése

Az álcája tökéletes

A hím általában 50 centiméter, a nőstény 70 centiméter hosszú, de akár 100 centiméteresre is megnőhet. 41–54 centiméteresen már felnőttnek számít. Testtömege legfeljebb 25 kilogramm. Lapított teste majdnem kerek. Szemei körül nincsenek pikkelyek, hanem nagy, csontos dudorok. Színezetének köszönhetően, amelyet változtatni is tud, könnyen beleolvad a környezetébe.

## Életmódja
Mérsékelt övi és sarki halfaj, amely egyaránt jól érzi magát a sós- és brakkvízben is. Általában 20–70 méteres mélységekben tartózkodik. A homokos, kavicsos és törmelékes medret kedveli, ahol fenéklakó állatokra vadászik. Tápláléka főleg Ammodytidae-fajok és gébfélék, de ezek mellett nagyobb rákokat és kagylókat is fogyaszt.
Legfeljebb 25 évig él.

## Szaporodása
Az ívási időszaka április és augusztus között van. Az ikrák a nyílt tengeren lebegnek.

## Felhasználása
A nagy rombuszhalat ipari mértékben halásszák. A sporthorgászok is kedvelik. A városi akváriumok szívesen tartják. Ízletes húsa miatt kedvelt eledelhal. Frissen vagy fagyasztva árusítják. Sokféleképpen elkészíthető.

## Képek

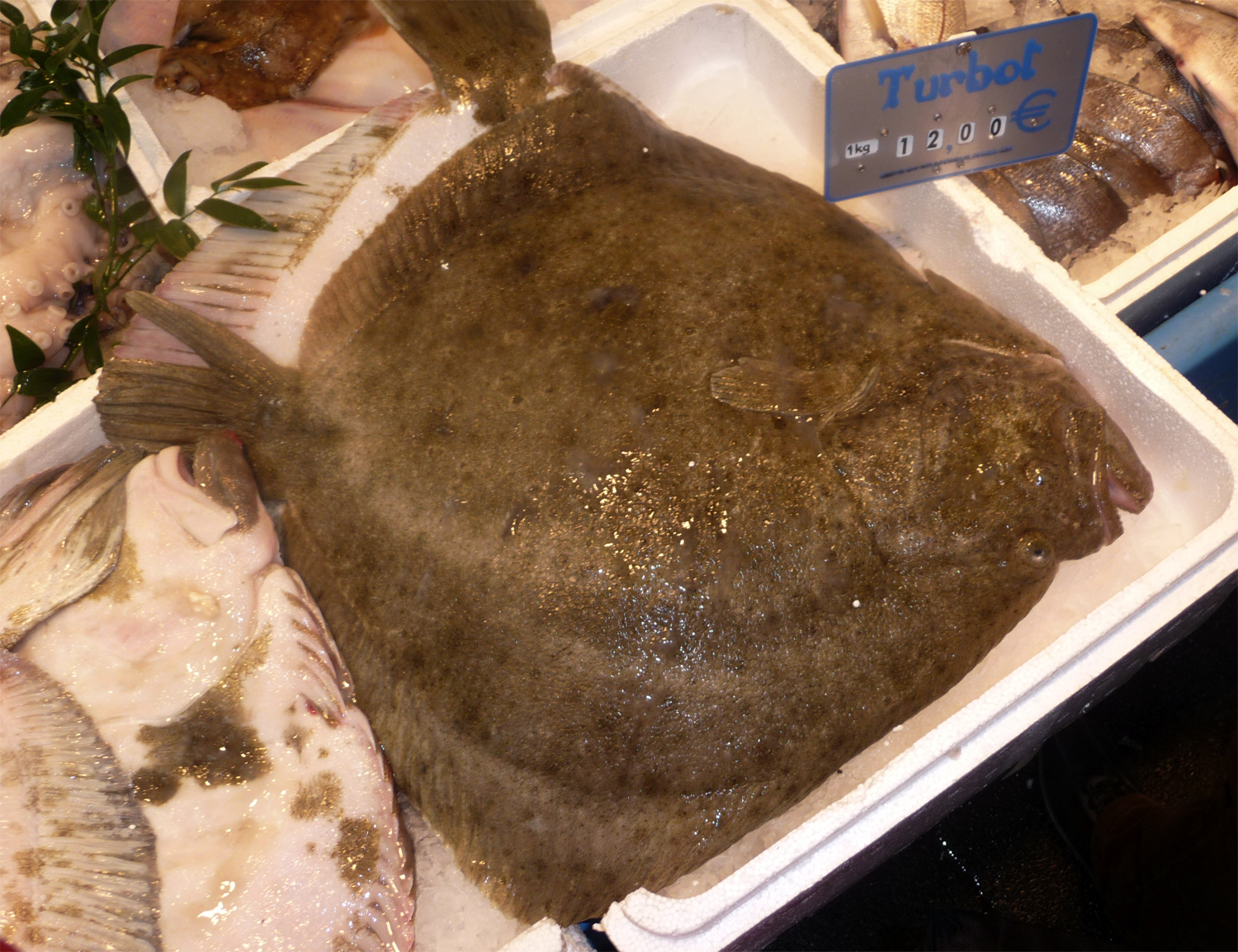
A hal felülről...
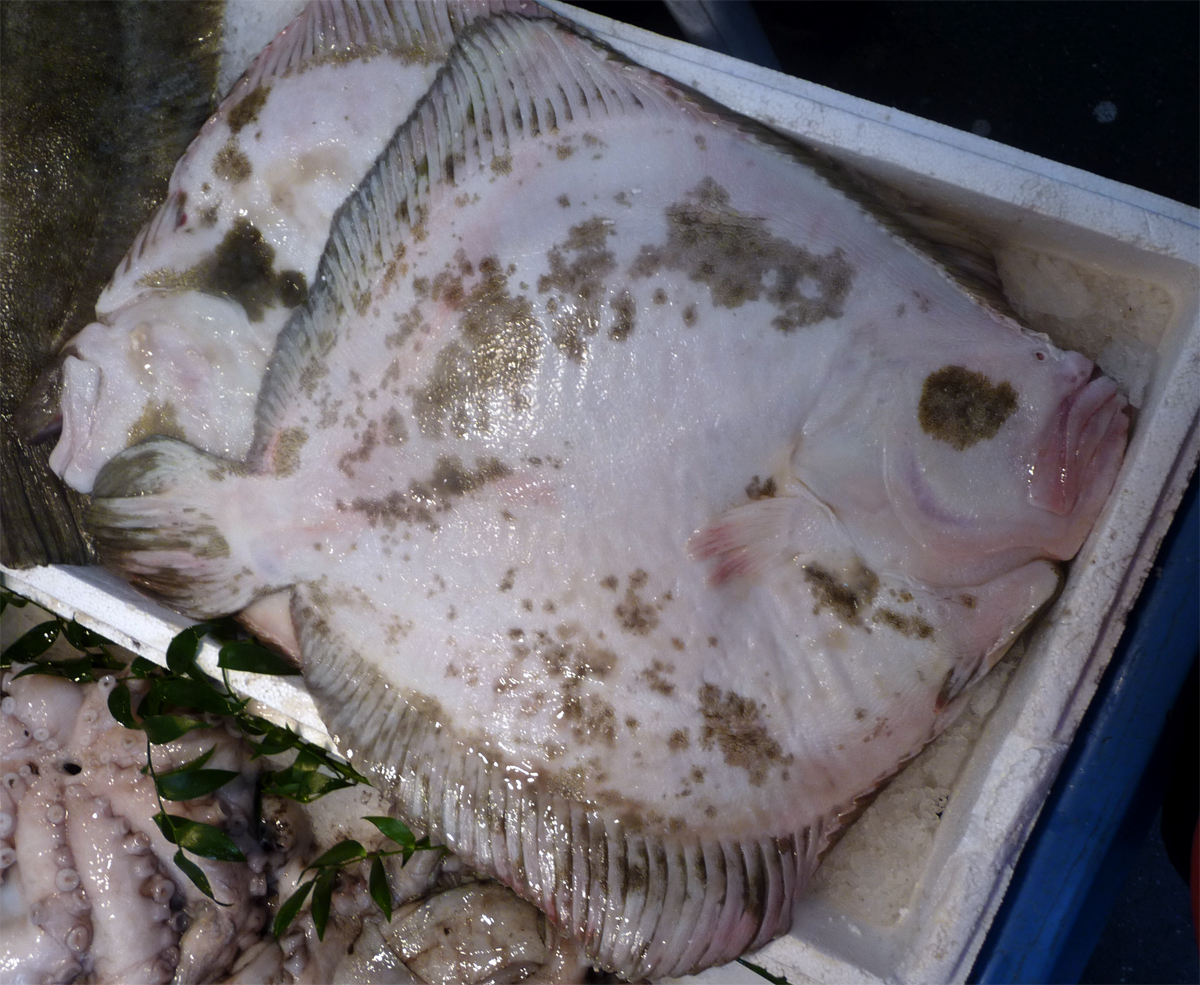
... és alulról
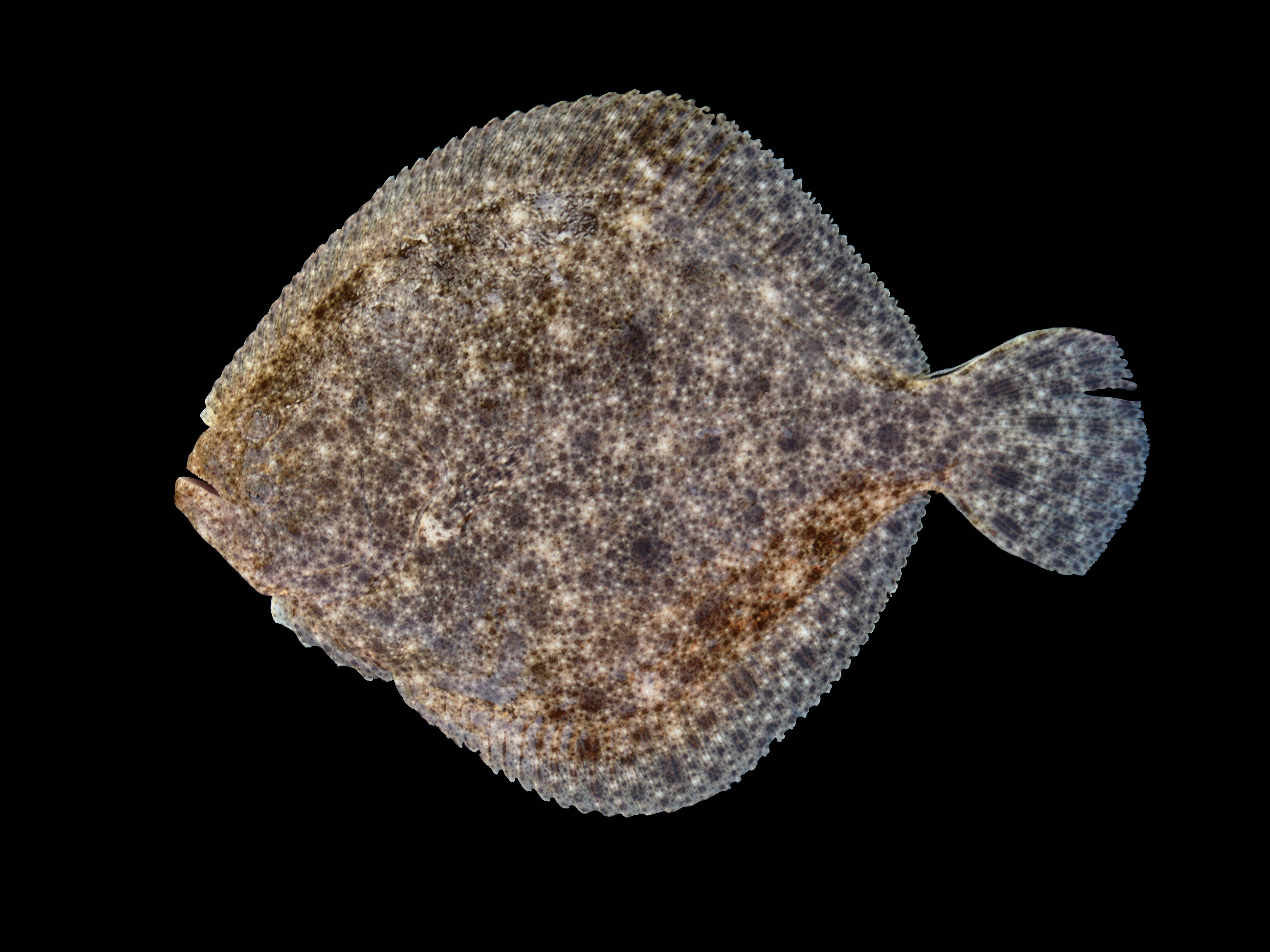
Felnőtt...
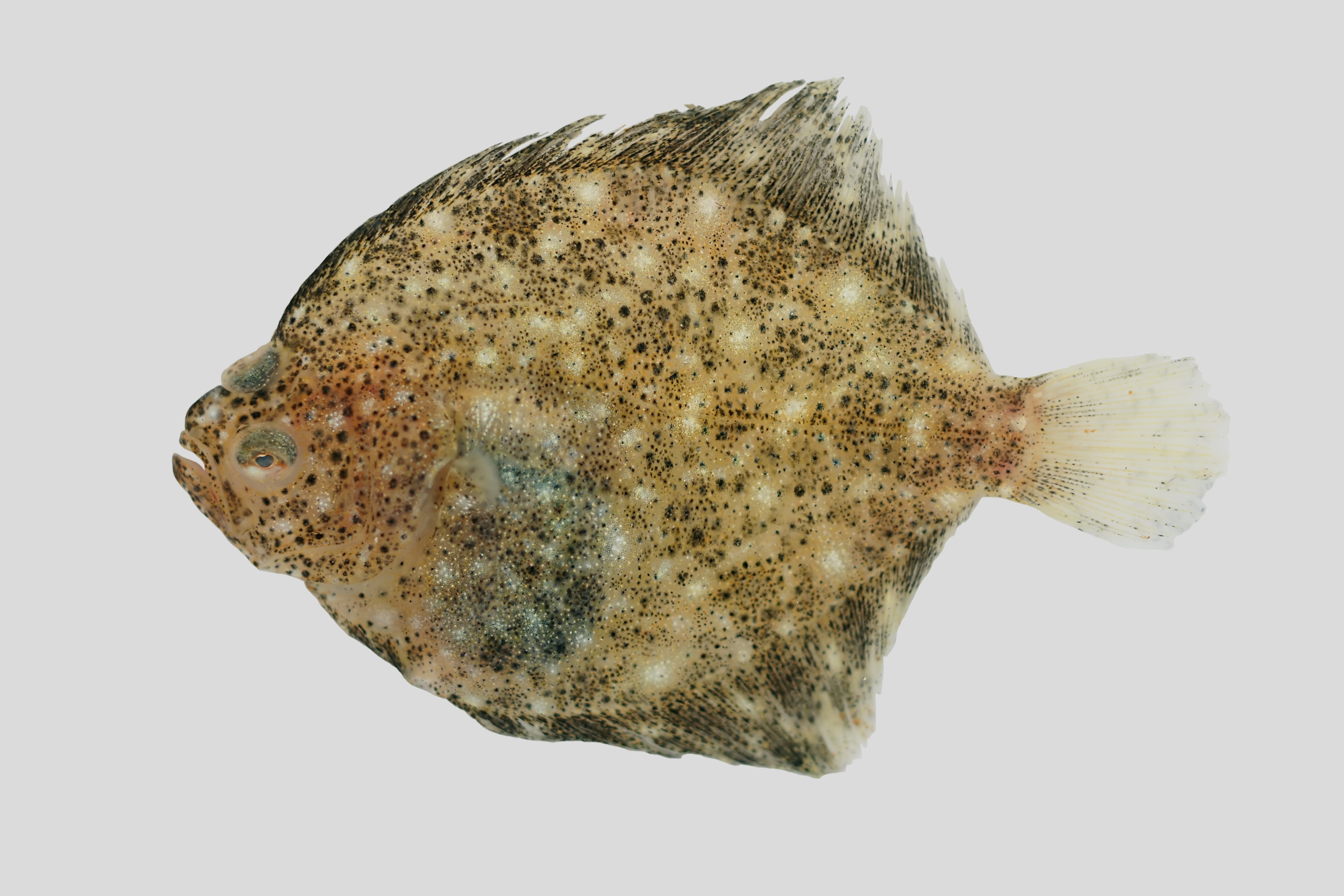
... és fiatal példány
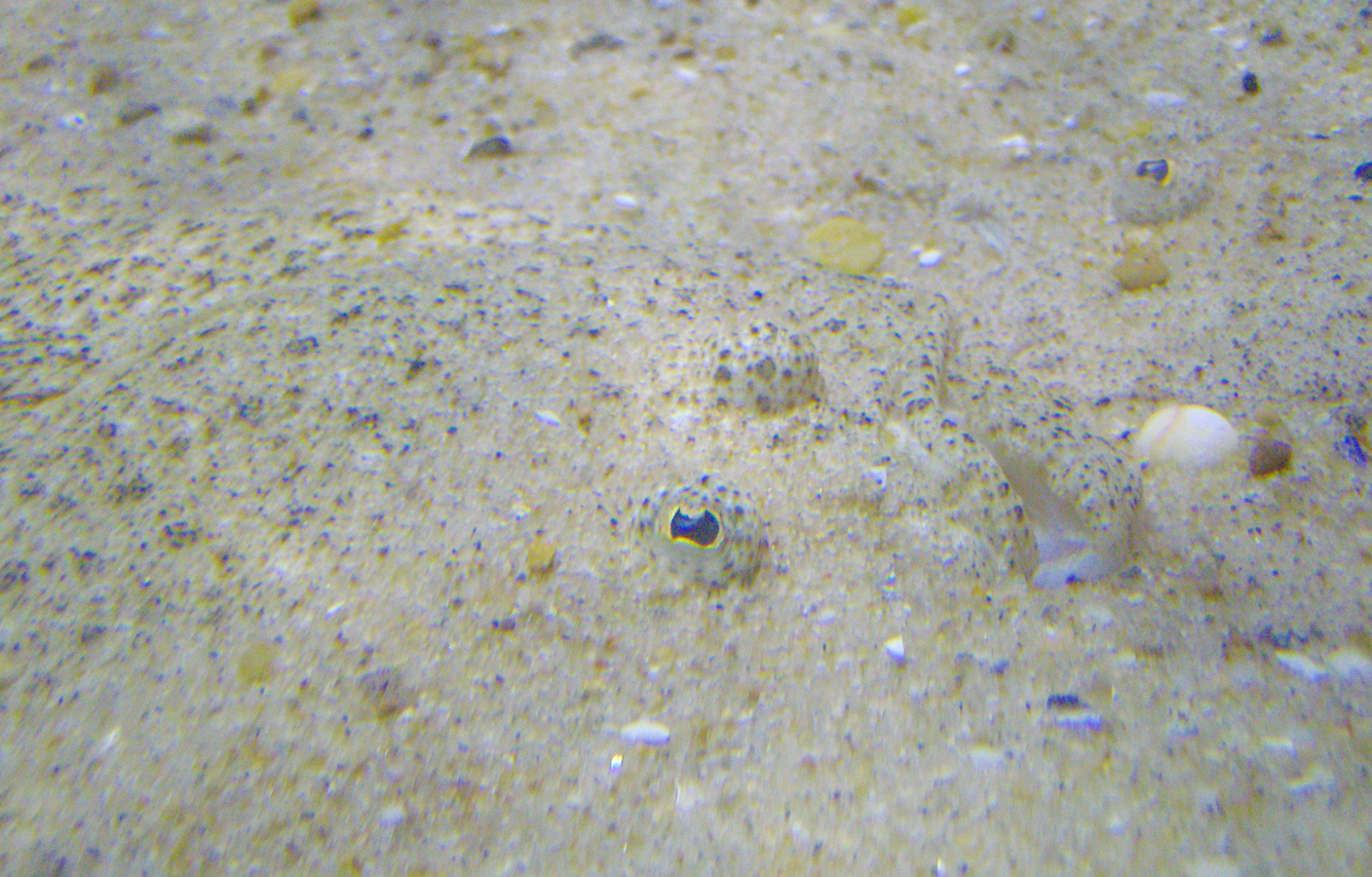
Gyakran csak a szemei látszanak
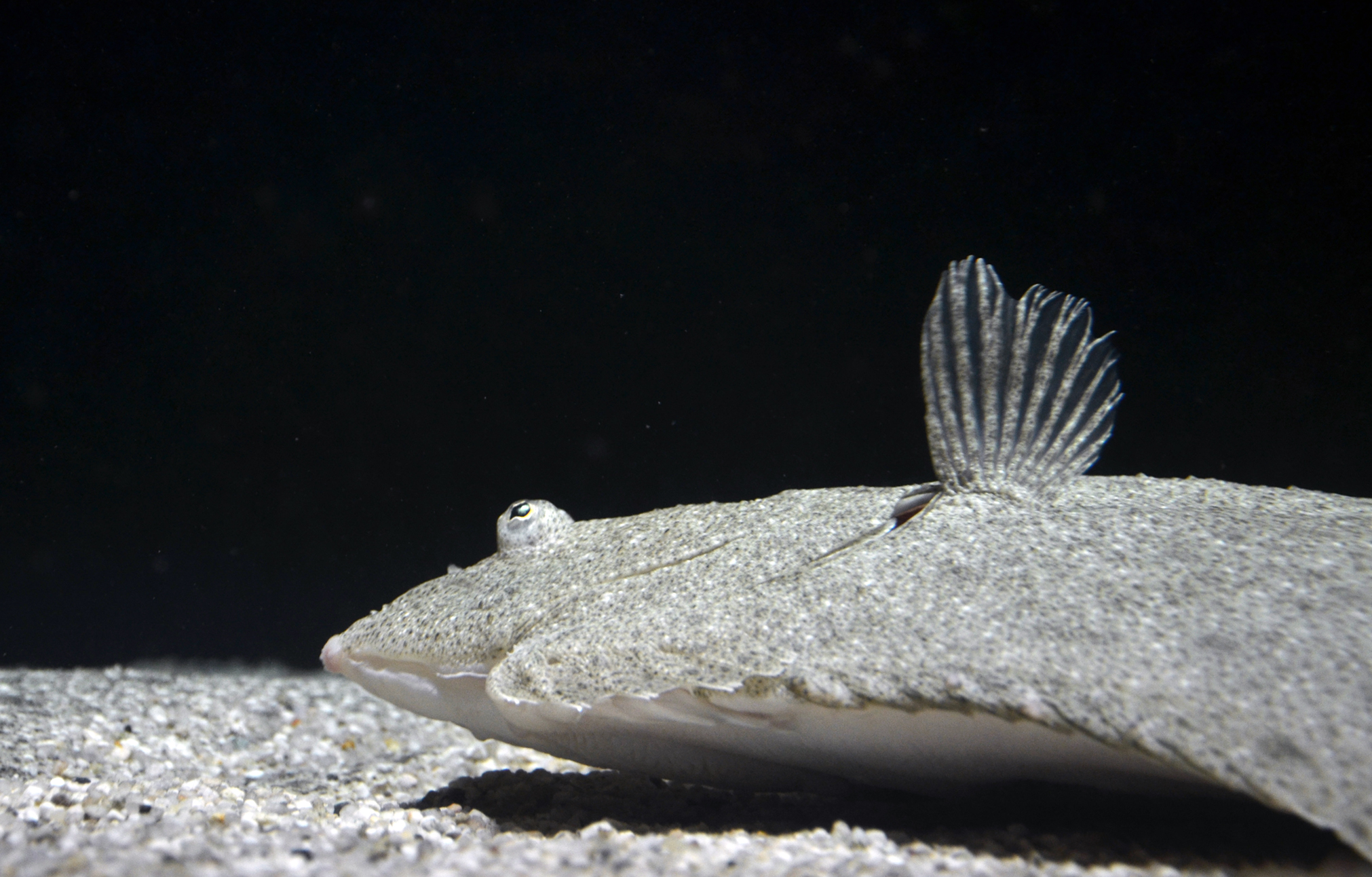
Mellúszói kicsik és átlátszóak
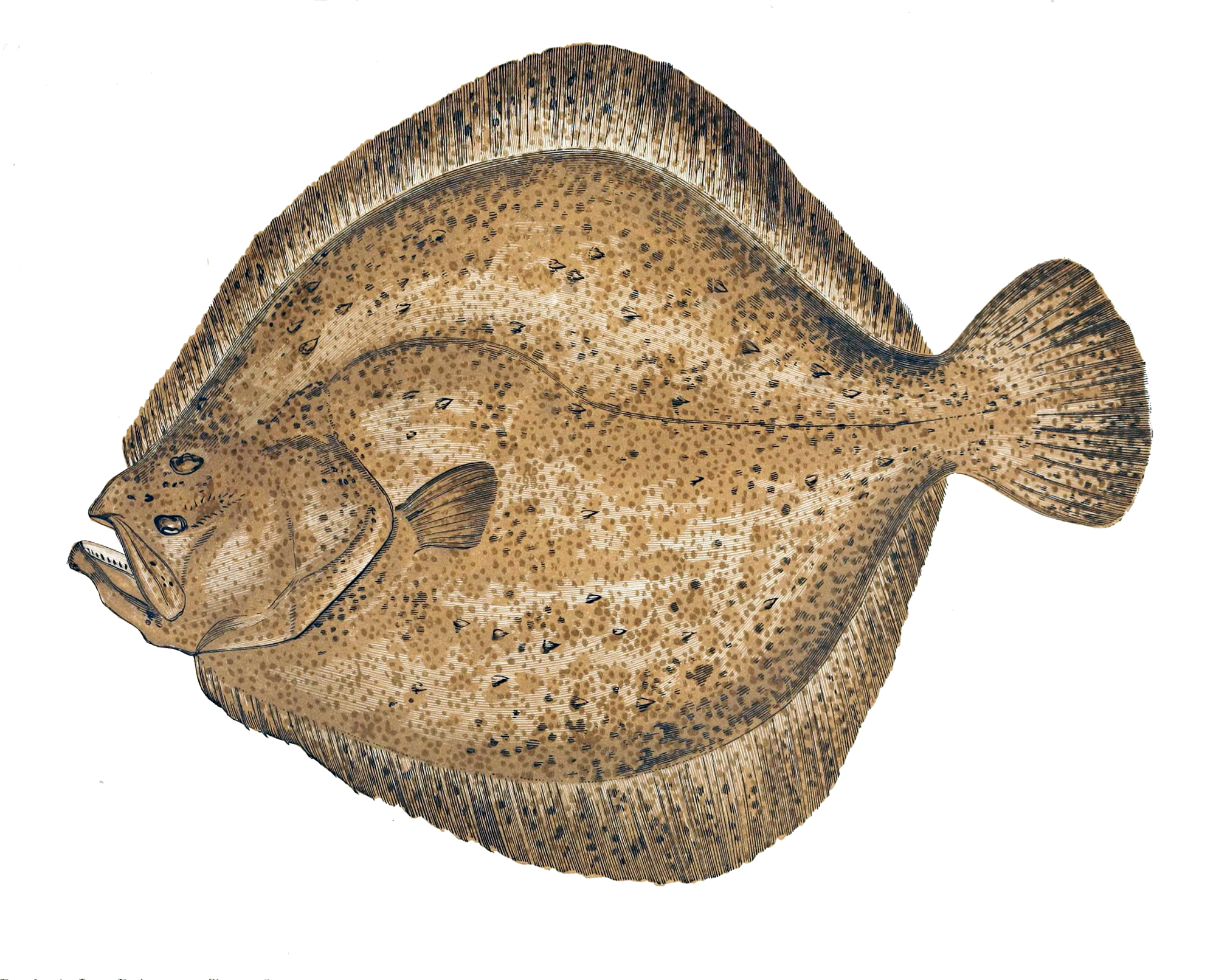
Rajz a halról